# Nevada, Ohio
Nevada là một làng thuộc quận Wyandot, tiểu bang Ohio, Hoa Kỳ. Năm 2010, dân số của làng này là 760 người.

## Dân số
- Dân số năm 2000: 814 người.
- Dân số năm 2010: 760 người.